# Masaaki Kato
Masaaki Kato (加藤 正明, Kato Masaaki, Nagoya, 22 december 1958) is een Japans voormalig voetballer die als middenvelder speelde.

## Clubcarrière
In 1977 ging Kato naar de Hosei University, waar hij in het schoolteam voetbalde. Nadat hij in 1981 afstudeerde, ging Kato spelen voor Toshiba. Kato veroverde er in 1981 de JSL Cup. Hij tekende in 1985 bij All Nippon Airways.

## Japans voetbalelftal
Masaaki Kato debuteerde in 1981 in het Japans nationaal elftal en speelde 3 interlands, waarin hij 1 keer scoorde.

## Statistieken
| Japans voetbalelftal | Japans voetbalelftal | Japans voetbalelftal |
| Jaar                 | Wed.                 | Dlp.                 |
| -------------------- | -------------------- | -------------------- |
| 1981                 | 3                    | 1                    |
| Totaal               | 3                    | 1                    |